# Elevátor
Az elevátor vagy felhordó darabos, szemes, szemcsés vagy por alakú ömlesztett anyagok függőleges, illetve ferde irányú mozgatására használt, folyamatos üzemű szállítóberendezés. A csörlő elvén forgó, többnyire villanymotor hajtotta dobok vagy lánckerekek körkörösen vezetik a vonóelemet, amely lehet gumi-, textil-, láncheveder vagy drótkötél (dob esetében), illetve szemes vagy csuklós vonólánc (lánckerék esetében). Az erre csavarral vagy kengyellel felerősített serlegekbe, illetve szállítókarokra felmenetben, az elevátor lábánál elhelyezkedő adagolócsúszdáról, az ún. surrantóról vagy merítéssel kerül a szállítandó anyag. A felső dobnál vagy lánckeréknél a serlegek és a szállítókarok átfordulnak, s a vonóelem sebességétől függően gravitációs vagy centrifugális erő hatására ürítik az anyagot. Az elevátor másodpercenkénti szállítósebessége 2,5 méter, szállítási magassága elérheti a 60 métert, szállítóteljesítménye a 200 köbmétert óránként. Széles körben alkalmazott ipari és mezőgazdasági szállítóberendezés. Nevezetes hazai példája volt Magyarországon a második világháborúban elpusztult Ferencvárosi Elevátor .